# Липово (Городецкий сельсовет)
Ли́пово (бел. Ліпава) — деревня в Кобринском районе Брестской области Белоруссии. Входит в состав Городецкого сельсовета.
По данным на 1 января 2016 года население составило 86 человек в 38 домохозяйствах.

## География
Деревня расположена в 19 км к востоку от города Кобрина, в 6 км к западу от станции Городец, в 0,5 км от остановочного пункта Липово, в 63 км к востоку от Бреста, у автодороги М10 Кобрин-Гомель.
На 2012 год площадь населённого пункта составила 0,71 км² (71 га).

## История
Населённый пункт известен с 1890 года. В разное время население составляло:
- 1999 год: 60 хозяйств, 132 человека;
- 2005 год: 49 хозяйств, 110 человек;
- 2009 год: 103 человека;
- 2016 год[2]: 38 хозяйств, 86 человек;
- 2019 год[1]: 78 человек.